# بوراكاي
بوراكاي هي جزيرة صغيرة تقع غربيَّ الفلبين على مسافة نحو 315 كيلومترات جنوبَ مانيلا، وكيلومترين من الحافة الشمالية الغربية لجزيرة باناي، في غرب أرخبيل بيسايا. تشتهر الجزيرة بشواطئها الرملية، التي تلقَّت العديد من الجوائز من وكالات ومنشورات سفريات كثيرة. تمثل الجزيرة عدة برنجيه (وحدة تقسيم إداري فلبينية)، هي «ماكونك-ماكونك» و«بالاباغ» و«ياباك»، فيما أنَّها تتبع بلدية مالاي بولاية أكلان. تدير الجزيرة السلطة السياحية الفلبينية وحكومة ولاية أكلان معاً. إلى جانب شواطئ بوراكاي الرملية المعروفة، تشتهر الجزيرة أيضاً بكونها إحدى أهم المنتجعات في العالم، وهي آخذةٌ بالازدهار كوجهةٍ للباحثين عن الهدوء وحياة الليل.

## التاريخ
كانت جزيرة بوراكاي مأهولةً بالسكان منذ قرون. عرفها الإسبان بعد استعمارها باسم «بوراكاي»، وفي وقت مجيئهم إلى الجزيرة لم يكن يسكنها إلا نحو 100 نسمة، عاشوا على زراعة الأرز ورعي الماعز ليحصلوا على غذائهم. وكانت الجزيرة بالأصل موطن قبيلة الآتي.
تقع بوراكاي ضمن ولاية أكلان، التي أصبحت ولاية مستقلَّة في 25 أبريل عام 1956. قامت قاضية جزيرة باناي القريبة صوفيا غونزيلز تريول هي وزوجها لامبرتو هومفرتوس تريول بتملُّك عددٍ كبير من الأراضي في بوراكاي بحلول مطلع القرن العشرين، وزرعا جوز الهند وأشجار الفواكه والنباتات الأخرى. وقد تبعهما البعض بزراعة الجزيرة وتطويرها.
بدأت السياحة بالوصول إلى بوراكاي بحلول سبعينيات القرن العشرين. وخلال الثمانينيات اشتهرت الجزيرة بكونها وجهةً منخفضة الميزانية حازمي الحقائب.[إخفاق التحقق] وبحلول التسعينيات، باتت شواطئ الجزيرة إحدى أشهر الشواطئ في العالم. في عام 2012، صرَّح قسم السياحة الفلبيني بأن شواطئ الجزر صُنِّفت كثاني أفضل شواطئ العالم بعد بروفيدنسياليس في جزر توركس وكايكوس.
جزيرة بوراكاي هي جزيرة صغيرة ولا تحتوي على متاحف أو أماكن أثرية أهم ما يميز الجزيرة هو مناظرها الخلابة وشواطئها الساحرة، حيث يأتي إليها السياح من مختلف مناطق العالم من أجل التمتع بجمال شواطئها والإستجمام تحت أشعة شمسها الدافئة، كما يمكن القيام بالعديد من الرياضات المائية كالغوص والسباحة وركوب القوارب الشراعية والتزلج، وتصم الجزيرة عددا كبيرا من الشواطئ.